# 藤代村 (岐阜県)
藤代村（ふじしろむら）は、かつて岐阜県揖斐郡にあった村である。
現在の揖斐郡池田町藤代に該当する。
池田郡の村であったが、後に揖斐郡の村となった。

## 歴史
- 1889年（明治22年）7月1日 - 町村制により藤代村が発足。
- 1897年（明治30年）4月1日[2] - 大野郡の一部と池田郡が合併して揖斐郡となる。当村は揖斐郡の所属となる。
- 1897年（明治30年）4月1日 - 本郷村、萩原村、青柳村、田畑村、草深村、山洞村、小寺村と合併し、改めて本郷村が発足。同日藤代村廃止。